# Walbuchthai
Der Walbuchthai (Carcharhinus fitzroyensis) ist eine Art der Gattung Carcharhinus innerhalb der Requiemhaie (Carcharhinidae). Die Art kommt in den nördlichen Küstengewässern Australiens von Queensland bis Westaustralien vor.

## Aussehen und Merkmale
Der Walbuchthai ist ein mittelgroßer und kräftiger Hai mit einer Maximallänge von etwa 150 Zentimetern und einer durchschnittlichen Körperlänge zwischen 110 und 130 Zentimetern. Er hat eine bronzefarbene bis grau-braune Rückenfärbung und einen weißen Bauch und besitzt keine auffälligen Markierungen oder Zeichnungen.
Er besitzt eine Afterflosse und zwei Rückenflossen. Die erste Rückenflosse ist groß und dreieckig, sie beginnt etwas vor den freien Enden der Brustflossen. Die zweite Rückenflosse ist mit etwa 3 % der Körperlänge relativ groß und gut ausgebildet, sie beginnt etwa auf gleicher Höhe wie die Analflosse. Ein Interdorsalkamm ist nicht vorhanden. Die Brustflossen sind ebenfalls groß und dreieckig mit langgezogenen Spitzen und einer Basis, die etwa 17 bis 19 % der Gesamtlänge entspricht. Die Schnauze ist langgezogen und parabolförmig. Wie alle Arten der Gattung besitzen die Tiere fünf Kiemenspalten und haben kein Spritzloch.

## Lebensweise
Der Walbuchthai lebt sowohl in Küstennähe wie auch in küstenferneren und tieferen Gewässerregionen über dem Kontinentalsockel. Er ernährt sich räuberisch vor allem von kleinen Knochenfischen sowie seltener von Krebstieren.
Die Haie sind lebendgebärend und bilden eine Dottersack-Plazenta aus (plazental vivipar). Die Geburtslänge der Jungtiere beträgt etwa 50 cm. Die Geschlechtsreife erreichen die Junghaie bei einer Körperlänge von etwa 80 (Männchen) bzw. 90 Zentimetern (Weibchen).

## Verbreitung

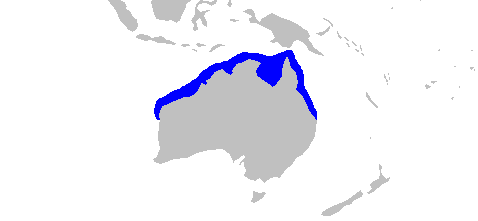
Verbreitungsgebiete des Walbuchthais

Der Walbuchthai ist in den nördlichen Küstengewässern Australiens von Queensland bis Westaustralien verbreitet.

## Gefährdung
Der Walbuchthai ist für den Menschen ungefährlich. Er ist in der Roten Liste der IUCN als ungefährdet („Least Concern“) verzeichnet, da er als endemische Art nördlich von Australien über ein recht großes Verbreitungsgebiet verfügt und als vergleichsweise reproduktiv eingeschätzt wird. Der Druck durch die lokale Fischerei kann somit ausgeglichen werden.

## Belege
1. ↑  Carcharhinus fitzroyensis in der Roten Liste gefährdeter Arten der IUCN 2007. Eingestellt von: Bennett, M.B. & Kyne, P.M. (SSG Australia & Oceania Regional Workshop, March 2003), 2003. Abgerufen am 18. August 2008.